# لودمیلا فورمانووا
لودمیلا فورمانووا (چکی: Ludmila Formanová؛ ۲ ژانویهٔ ۱۹۷۴) دونده دو نیمه‌استقامت زن اهل جمهوری چک بود.